# 仙林大学城
仙林大学城位于南京紫金山东麓仙林街道，距离新街口15公里，2002年2月成立。

## 入駐學校
| 院校-校區名稱                      | 性質                           | 地址          |
| ---------------------------------- | ------------------------------ | ------------- |
| 南京大學仙林校區                   | 雙一流A（一流大學建設高校A類） | 仙林大道163號 |
| 南京師範大學仙林校區               | 雙一流（一流學科建設高校）     | 文苑路1號     |
| 南京中醫藥大學仙林校區             | 雙一流（一流學科建設高校）     | 仙林大道138號 |
| 南京郵電大學仙林校區               | 雙一流（一流學科建設高校）     | 文苑路9號     |
| 南京財經大學仙林校區               | 重點大學                       | 文苑路3號     |
| 南京審計大學金審學院仙林校區       | 獨立學院                       | 仙林大道100號 |
| 南京理工大學紫金學院               | 獨立學院                       | 文瀾路89號    |
| 南京師範大學中北學院               | 獨立學院                       | 學林路2號     |
| 南京森林警察學院仙林校區           | 國家林業局主管，公安部直屬     | 文瀾路28號    |
| 南京體育學院仙林校區               | 江蘇省高等體育院校             | 仙林大道169號 |
| 南京信息職業技術學院               | 公辦高等職業技術學院           | 文瀾路99號    |
| 南京工業職業技術大學               | 公辦本科職業教育試點學校       | 羊山北路1號   |
| 南京市高級技術學校（南京技師學院） | 綜合性職業學院                 | 學海路29號    |
| 江蘇神學院                         | 高等宗教院校                   | 仙隱北路5號   |
| 中共南京市委黨校                   | 黨校                           | 靈山北路      |

## 图集

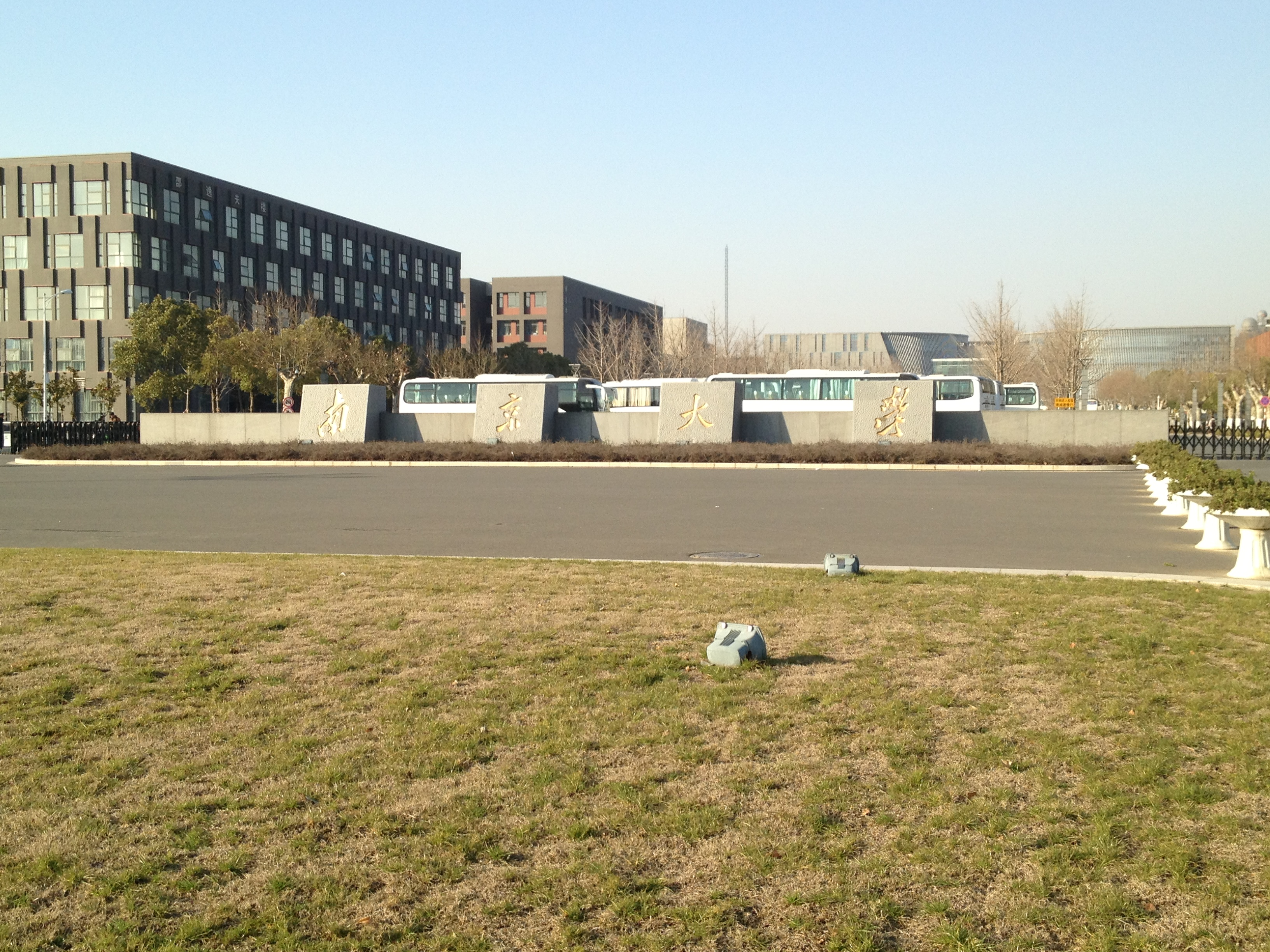
南京大学仙林校区正门
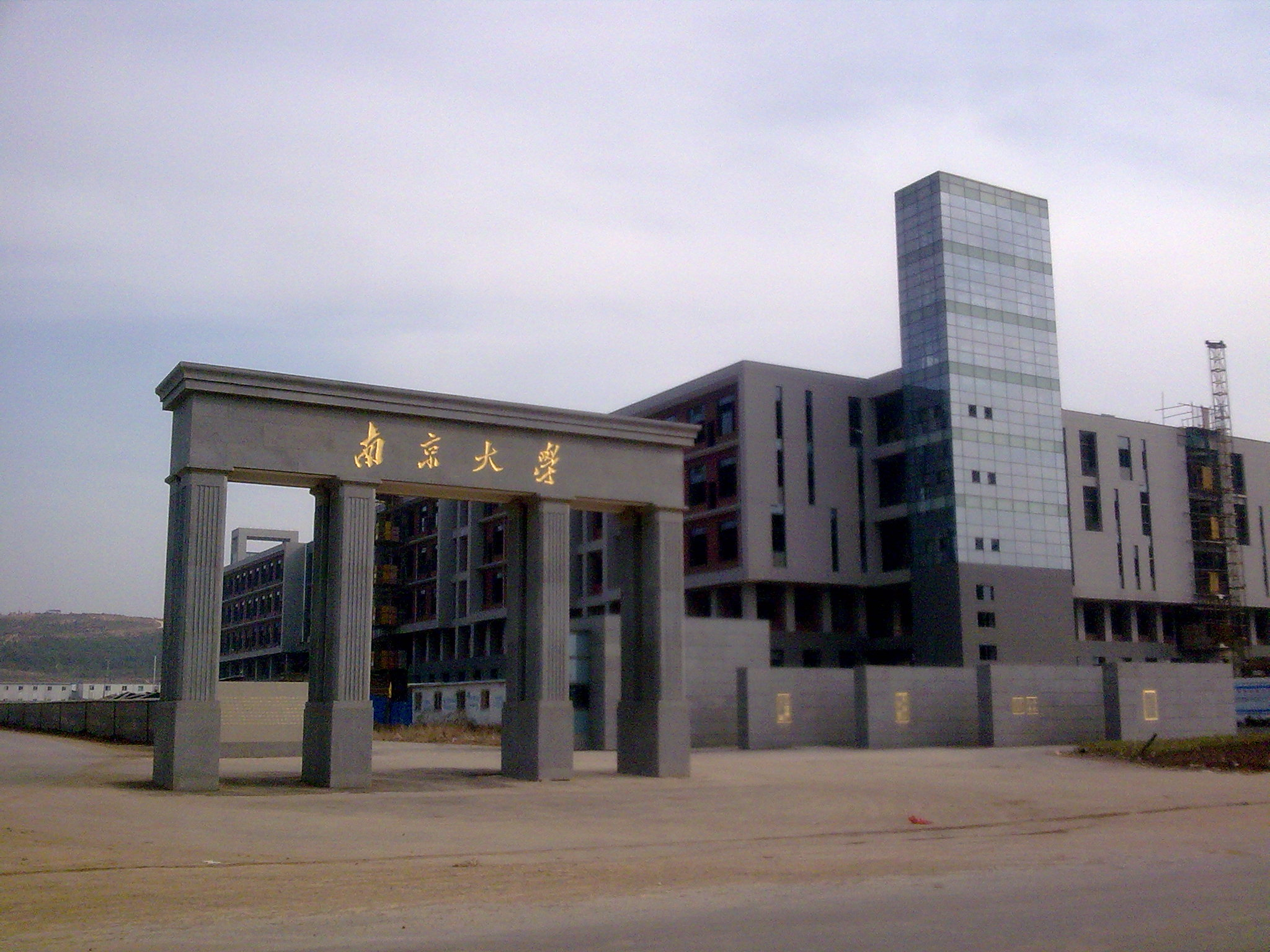
南京大学仙林校区西门
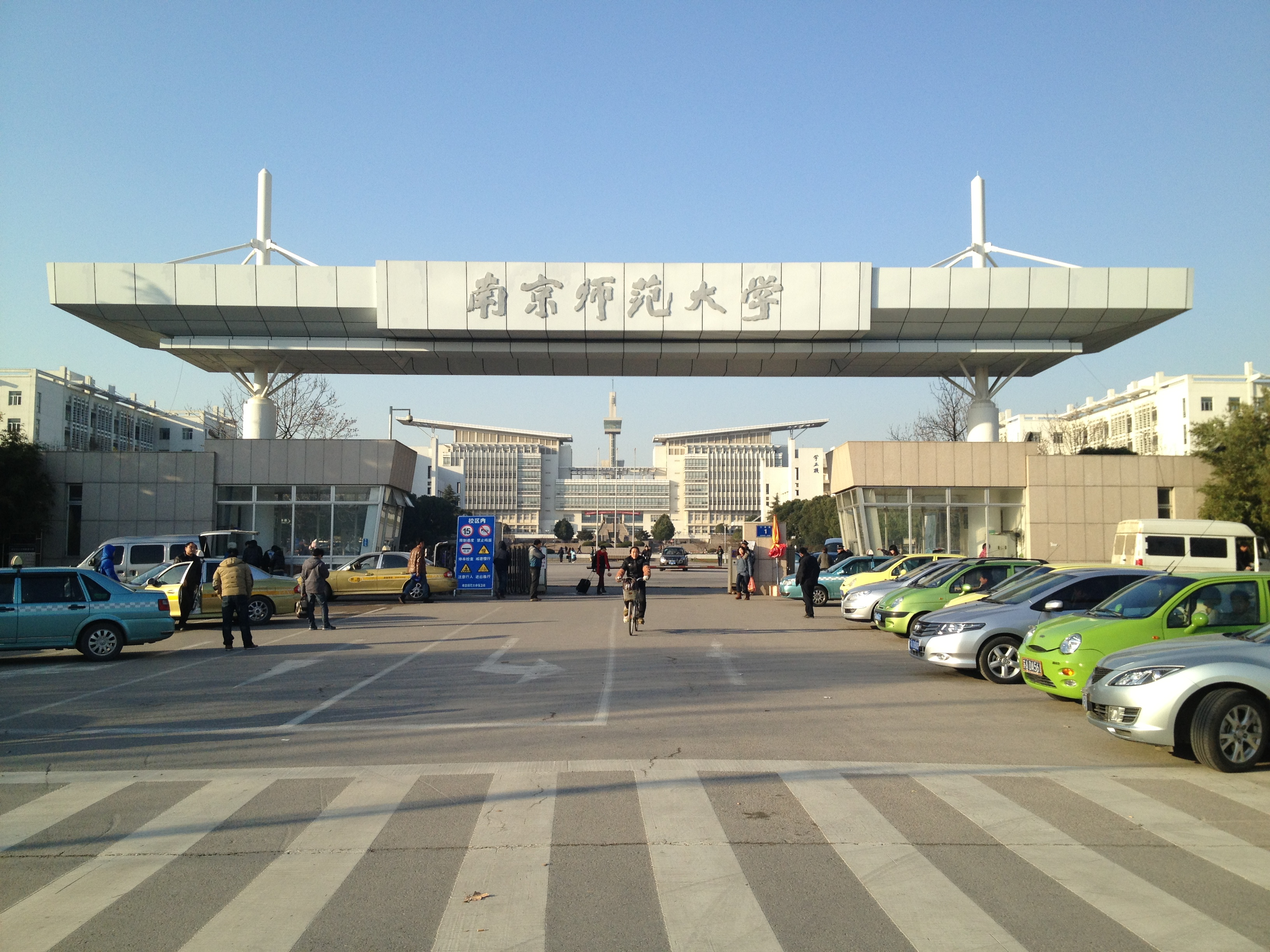
南京师范大学校门
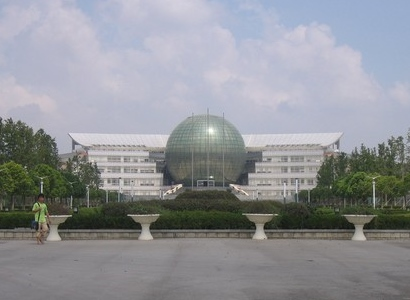
南京财经大学校园
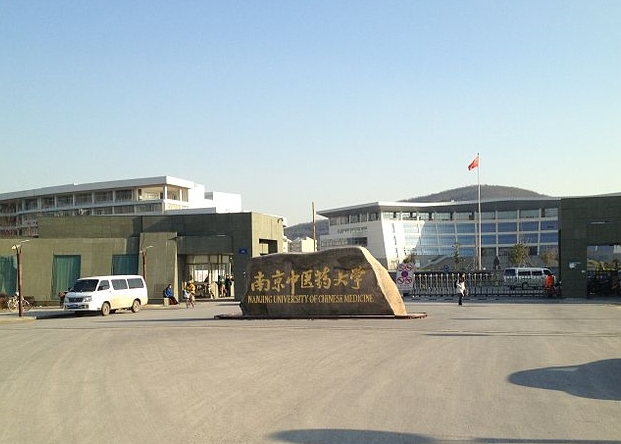
南京中医药大学校门
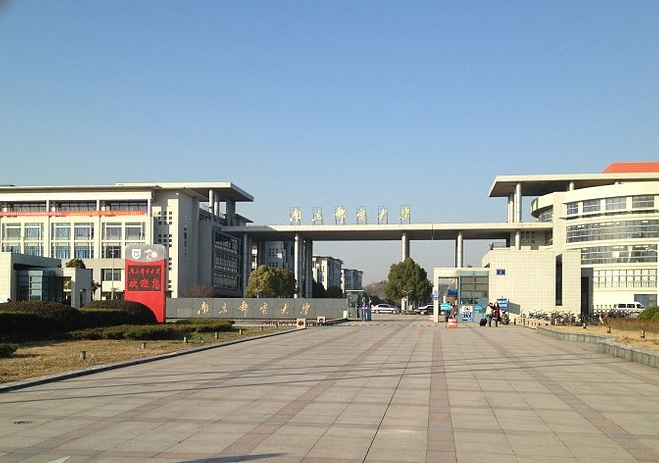
南京邮电大学校门